# مونت فينتو دينيفيلي تشالنجز للسيدات 2022
مونت فينتو دينيفيلي تشالنجز للسيدات 2022 (بالفرنسية: Mont Ventoux Dénivelé Challenges féminin 2022)‏ هو سباق دراجات هوائية من فئة  1.1، وهو الموسم الأول من مونت فينتو دينيفيلي تشالنجز للسيدات ‏، وأقيم في 14 يونيو 2022 ضمن سباقات سباق الدراجات على الطريق للسيدات 2022، وشارك فيه  97 متسابقاً ووصل إلى نهايته  55 متسابقاً.
فاز بالمركز الأول مارتا كافالي، وفاز بالمركز الثاني كلارا كوبينبرج، وفاز بالمركز الثالث Évita Muzic ‏.

## الفرق
| فرق سيدات عالمية (3)- FDJ–Suez ‏ - كانيون–إس آر إيه إم ريسينغ 2022 ‏ - فريق رولان كوجياس إديلويس 2022 ‏ فرق دراجات قارية سيدات (11)- اركيا للسيدات 2022 ‏ - Cofidis Women Team ‏ - استاد روشليه شارينت ماريتايم 2022 ‏ - St. Michel–Preference Home–Auber93 (women's team) ‏ - أيول أوشيه 2022 ‏ - بيبينك 2022 ‏ - بنجوال شوفالمير-فان إيك سبورت 2022 ‏ - ساس ماكوجيب 2022 ‏ - لي كول واهو 2022 ‏ - ماسي تكتيك 2022 ‏ - مولتوم أكونتانتس 2022 ‏ فريق دراجات قاري سيدات- Torelli (cycling team) ‏ فريق وطني- فريق فرنسا لركوب الدراجات للسيدات 2022 ‏ فرق دراجات هواة سيدات (6)- Sprinter Nice Métropole‏ - Macadam’s Cowboys & Girls‏ - WV Schijndel‏ - VC Islois-Team Stamina‏ - Team Féminin Le Boulou‏ - Chambéry Cyclisme Compétition‏ |  |
| |  |

## المشاركون
| Cofidis Women Team ‏ COF | Cofidis Women Team ‏ COF  | Cofidis Women Team ‏ COF |
| ----------------------- | ------------------------ | ----------------------- |
| م                       | عداء                     | مرتبة                   |
| 1                       | كلارا كوبينبرج           | 2                       |
| 2                       | Alana Castrique ‏         | 50                      |
| 4                       | Sandra Levenez ‏          | 12                      |
| 5                       | Rachel Neylan ‏           | 17                      |
| 6                       | Olivia Onesti ‏           | 80                      |
| 7                       | Gabrielle Pilote Fortin ‏ | 56                      |

| كانيون–إس آر إيه إم ‏ CSR | كانيون–إس آر إيه إم ‏ CSR | كانيون–إس آر إيه إم ‏ CSR |
| ------------------------ | ------------------------ | ------------------------ |
| م                        | عداء                     | مرتبة                    |
| 11                       | إيلا هاريس               | 36                       |
| 12                       | Elise Chabbey ‏           | 6                        |
| 13                       | Mikayla Harvey ‏          | 81                       |
| 14                       | Maud Oudeman ‏            | 82                       |
| 16                       | Neve Bradbury ‏           | 24                       |
| 17                       | Pauliena Rooijakkers ‏    | 4                        |

| FDJ–Suez ‏ FSF | FDJ–Suez ‏ FSF     | FDJ–Suez ‏ FSF |
| ------------- | ----------------- | ------------- |
| م             | عداء              | مرتبة         |
| 21            | Stine Borgli ‏     | 23            |
| 22            | مارتا كافالي      | 1             |
| 23            | برودي شابمان      | 8             |
| 24            | Victorie Guilman ‏ | 11            |
| 25            | Évita Muzic ‏      | 3             |
| 26            | جادي فيل          | 30            |

| اركيا للسيدات ‏ ARK | اركيا للسيدات ‏ ARK  | اركيا للسيدات ‏ ARK |
| ------------------ | ------------------- | ------------------ |
| م                  | عداء                | مرتبة              |
| 31                 | Anaïs Morichon ‏     | 83                 |
| 32                 | Lucie Jounier ‏      | 57                 |
| 33                 | Greta Richioud ‏     | 28                 |
| 34                 | بولين ألين          | 29                 |
| 35                 | Yuliia Biriukova ‏   | 7                  |
| 36                 | Amandine Fouquenet ‏ | 55                 |
| 37                 | Morgane Coston ‏     | 9                  |

| أيول أوشيه ‏ AWO | أيول أوشيه ‏ AWO     | أيول أوشيه ‏ AWO |
| --------------- | ------------------- | --------------- |
| م               | عداء                | مرتبة           |
| 81              | Olivia Bent‏         | 68              |
| 82              | Connie Hayes‏        | 54              |
| 84              | Georgia Bullard‏     | 70              |
| 86              | Charlotte Broughton‏ | 79              |
| 87              | Ella Coleman‏        | 84              |

| شارينت ماريتايم سيلينج للسيدات ‏ CMW | شارينت ماريتايم سيلينج للسيدات ‏ CMW | شارينت ماريتايم سيلينج للسيدات ‏ CMW |
| ----------------------------------- | ----------------------------------- | ----------------------------------- |
| م                                   | عداء                                | مرتبة                               |
| 101                                 | Séverine Eraud ‏                     | 20                                  |
| 102                                 | Marine Allione ‏                     | 32                                  |
| 103                                 | Frances Janse van Rensburg ‏         | 13                                  |
| 104                                 | Marion Colard‏                       | 58                                  |
| 105                                 | Natalie Grinczer ‏                   | 31                                  |

| ساس ماكوجيب ‏ MTG | ساس ماكوجيب ‏ MTG | ساس ماكوجيب ‏ MTG |
| ---------------- | ---------------- | ---------------- |
| م                | عداء             | مرتبة            |
| 121              | Clara Emond ‏     | 14               |
| 122              | Adele Normand‏    | 22               |
| 123              | Andrea Martinez‏  | 47               |
| 124              | Célia Le Mouel ‏  | 85               |
| 125              | Cindy Pomares ‏   | 86               |

| فريق فرنسا لركوب الدراجات للسيدات 2022 ‏ FRA | فريق فرنسا لركوب الدراجات للسيدات 2022 ‏ FRA | فريق فرنسا لركوب الدراجات للسيدات 2022 ‏ FRA |
| ------------------------------------------- | ------------------------------------------- | ------------------------------------------- |
| م                                           | عداء                                        | مرتبة                                       |
| 132                                         | Flavie Boulais ‏                             | 45                                          |
| 133                                         | Alice Coutinho ‏                             | 87                                          |
| 134                                         | Victoire Joncheray‏                          | 49                                          |
| 135                                         | Camille Fahy ‏                               | 33                                          |
| 136                                         | Émilie Morier ‏                              | 88                                          |
| 137                                         | Margaux Vigié ‏                              | 38                                          |

| WV Schijndel‏ ___ | WV Schijndel‏ ___     | WV Schijndel‏ ___ |
| ---------------- | -------------------- | ---------------- |
| م                | عداء                 | مرتبة            |
| 141              | Lente Boskamp‏        | 59               |
| 142              | Sanne van Heel‏       | 71               |
| 143              | Laura van Ramshorst ‏ | 48               |
| 144              | Laura Molenaar ‏      | 34               |
| 145              | Dieke Hendriks‏       | 76               |
| 146              | Eline Jansen ‏        | 66               |

| VC Islois-Team Stamina‏ ___ | VC Islois-Team Stamina‏ ___ | VC Islois-Team Stamina‏ ___ |
| -------------------------- | -------------------------- | -------------------------- |
| م                          | عداء                       | مرتبة                      |
| 151                        | Claudie Chamboredon‏        | 89                         |
| 152                        | Sonia Marsollier‏           | 90                         |
| 153                        | Ingrid Peru‏                | 78                         |
| 154                        | Delphine Reinert‏           | 52                         |
| 155                        | Julie Malie‏                | 91                         |
| 156                        | Pauline Josse‏              | 77                         |
| 157                        | Coralie Savina‏             | 73                         |

| ماسي تكتيك تيم للسيدات ‏ MAT | ماسي تكتيك تيم للسيدات ‏ MAT | ماسي تكتيك تيم للسيدات ‏ MAT |
| --------------------------- | --------------------------- | --------------------------- |
| م                           | عداء                        | مرتبة                       |
| 162                         | Aurela Nerlo ‏               | 42                          |
| 163                         | Maaike Coljé ‏               | 19                          |
| 164                         | Nathalie Eklund (cyclist) ‏  | 39                          |
| 166                         | Mireia Trias ‏               | 53                          |
| 167                         | Špela Kern ‏                 | 10                          |

| Torelli (cycling team) ‏ ___ | Torelli (cycling team) ‏ ___ | Torelli (cycling team) ‏ ___ |
| --------------------------- | --------------------------- | --------------------------- |
| م                           | عداء                        | مرتبة                       |
| 171                         | Nicole Coates‏               | 25                          |
| 172                         | Olivia Bentley‏              | 40                          |
| 173                         | Annamarie Lipp‏              | 44                          |
| 174                         | Kim Cadzow ‏                 | 5                           |
| 175                         | Orla Walsh ‏                 | 92                          |
| 176                         | Lee Boon‏                    | 93                          |
| 177                         | Hayley Preen ‏               | 21                          |

| Team Féminin Le Boulou‏ ___ | Team Féminin Le Boulou‏ ___ | Team Féminin Le Boulou‏ ___ |
| -------------------------- | -------------------------- | -------------------------- |
| م                          | عداء                       | مرتبة                      |
| 181                        | Noemie Daumas‏              | 63                         |
| 182                        | Emma Ortiz‏                 | 43                         |
| 183                        | Laura Marti‏                | 60                         |
| 184                        | Inès van der Linden ‏       | 41                         |
| 185                        | Leonie Laubig‏              | 35                         |
| 186                        | Cécile Lejeune ‏            | 15                         |
| 187                        | Raquel Torrell‏             | 65                         |

| Chambéry Cyclisme Compétition‏ ___ | Chambéry Cyclisme Compétition‏ ___ | Chambéry Cyclisme Compétition‏ ___ |
| --------------------------------- | --------------------------------- | --------------------------------- |
| م                                 | عداء                              | مرتبة                             |
| 191                               | Julia Aubry ‏                      | 94                                |
| 192                               | Annabel Fisher ‏                   | 16                                |
| 193                               | Jessie Marrel‏                     | 95                                |
| 194                               | Laura Lavry‏                       | 96                                |
| 195                               | Manon Chelloug‏                    | 67                                |
| 196                               | Marie-Louise Biard‏                | 97                                |
| 197                               | Claire Hochart‏                    | 61                                |

| Sprinter Nice Métropole‏ ___ | Sprinter Nice Métropole‏ ___ | Sprinter Nice Métropole‏ ___ |
| --------------------------- | --------------------------- | --------------------------- |
| م                           | عداء                        | مرتبة                       |
| 201                         | Émilie Fortin ‏              | 46                          |
| 202                         | Marine Guerin‏               | 72                          |
| 203                         | Axelle Guirado‏              | 64                          |
| 204                         | Malorie Beunard‏             | 69                          |
| 205                         | Amélie Ratignier‏            | 51                          |
| 206                         | Constance Valentin‏          | 27                          |
| 207                         | Isaure Medde ‏               | 37                          |

| Macadam’s Cowboys & Girls‏ ___ | Macadam’s Cowboys & Girls‏ ___ | Macadam’s Cowboys & Girls‏ ___ |
| ----------------------------- | ----------------------------- | ----------------------------- |
| م                             | عداء                          | مرتبة                         |
| 211                           | فرناندا يابورا                | 18                            |
| 212                           | Aurore Pauchet ‏               | لم يكمل السباق                |
| 213                           | Maurane Garbellotto‏           | 74                            |
| 214                           | Eloïse Prevoteau‏              | 62                            |
| 215                           | مارييلا ديلجادو               | 75                            |
| 217                           | FRA                           | 26                            |

| Cofidis Women Team ‏ COF | Cofidis Women Team ‏ COF  | Cofidis Women Team ‏ COF |
| ----------------------- | ------------------------ | ----------------------- |
| م                       | عداء                     | مرتبة                   |
| 1                       | كلارا كوبينبرج           | 2                       |
| 2                       | Alana Castrique ‏         | 50                      |
| 4                       | Sandra Levenez ‏          | 12                      |
| 5                       | Rachel Neylan ‏           | 17                      |
| 6                       | Olivia Onesti ‏           | 80                      |
| 7                       | Gabrielle Pilote Fortin ‏ | 56                      |

| كانيون–إس آر إيه إم ‏ CSR | كانيون–إس آر إيه إم ‏ CSR | كانيون–إس آر إيه إم ‏ CSR |
| ------------------------ | ------------------------ | ------------------------ |
| م                        | عداء                     | مرتبة                    |
| 11                       | إيلا هاريس               | 36                       |
| 12                       | Elise Chabbey ‏           | 6                        |
| 13                       | Mikayla Harvey ‏          | 81                       |
| 14                       | Maud Oudeman ‏            | 82                       |
| 16                       | Neve Bradbury ‏           | 24                       |
| 17                       | Pauliena Rooijakkers ‏    | 4                        |

| FDJ–Suez ‏ FSF | FDJ–Suez ‏ FSF     | FDJ–Suez ‏ FSF |
| ------------- | ----------------- | ------------- |
| م             | عداء              | مرتبة         |
| 21            | Stine Borgli ‏     | 23            |
| 22            | مارتا كافالي      | 1             |
| 23            | برودي شابمان      | 8             |
| 24            | Victorie Guilman ‏ | 11            |
| 25            | Évita Muzic ‏      | 3             |
| 26            | جادي فيل          | 30            |

| اركيا للسيدات ‏ ARK | اركيا للسيدات ‏ ARK  | اركيا للسيدات ‏ ARK |
| ------------------ | ------------------- | ------------------ |
| م                  | عداء                | مرتبة              |
| 31                 | Anaïs Morichon ‏     | 83                 |
| 32                 | Lucie Jounier ‏      | 57                 |
| 33                 | Greta Richioud ‏     | 28                 |
| 34                 | بولين ألين          | 29                 |
| 35                 | Yuliia Biriukova ‏   | 7                  |
| 36                 | Amandine Fouquenet ‏ | 55                 |
| 37                 | Morgane Coston ‏     | 9                  |

| أيول أوشيه ‏ AWO | أيول أوشيه ‏ AWO     | أيول أوشيه ‏ AWO |
| --------------- | ------------------- | --------------- |
| م               | عداء                | مرتبة           |
| 81              | Olivia Bent‏         | 68              |
| 82              | Connie Hayes‏        | 54              |
| 84              | Georgia Bullard‏     | 70              |
| 86              | Charlotte Broughton‏ | 79              |
| 87              | Ella Coleman‏        | 84              |

| شارينت ماريتايم سيلينج للسيدات ‏ CMW | شارينت ماريتايم سيلينج للسيدات ‏ CMW | شارينت ماريتايم سيلينج للسيدات ‏ CMW |
| ----------------------------------- | ----------------------------------- | ----------------------------------- |
| م                                   | عداء                                | مرتبة                               |
| 101                                 | Séverine Eraud ‏                     | 20                                  |
| 102                                 | Marine Allione ‏                     | 32                                  |
| 103                                 | Frances Janse van Rensburg ‏         | 13                                  |
| 104                                 | Marion Colard‏                       | 58                                  |
| 105                                 | Natalie Grinczer ‏                   | 31                                  |

| ساس ماكوجيب ‏ MTG | ساس ماكوجيب ‏ MTG | ساس ماكوجيب ‏ MTG |
| ---------------- | ---------------- | ---------------- |
| م                | عداء             | مرتبة            |
| 121              | Clara Emond ‏     | 14               |
| 122              | Adele Normand‏    | 22               |
| 123              | Andrea Martinez‏  | 47               |
| 124              | Célia Le Mouel ‏  | 85               |
| 125              | Cindy Pomares ‏   | 86               |

| فريق فرنسا لركوب الدراجات للسيدات 2022 ‏ FRA | فريق فرنسا لركوب الدراجات للسيدات 2022 ‏ FRA | فريق فرنسا لركوب الدراجات للسيدات 2022 ‏ FRA |
| ------------------------------------------- | ------------------------------------------- | ------------------------------------------- |
| م                                           | عداء                                        | مرتبة                                       |
| 132                                         | Flavie Boulais ‏                             | 45                                          |
| 133                                         | Alice Coutinho ‏                             | 87                                          |
| 134                                         | Victoire Joncheray‏                          | 49                                          |
| 135                                         | Camille Fahy ‏                               | 33                                          |
| 136                                         | Émilie Morier ‏                              | 88                                          |
| 137                                         | Margaux Vigié ‏                              | 38                                          |

| WV Schijndel‏ ___ | WV Schijndel‏ ___     | WV Schijndel‏ ___ |
| ---------------- | -------------------- | ---------------- |
| م                | عداء                 | مرتبة            |
| 141              | Lente Boskamp‏        | 59               |
| 142              | Sanne van Heel‏       | 71               |
| 143              | Laura van Ramshorst ‏ | 48               |
| 144              | Laura Molenaar ‏      | 34               |
| 145              | Dieke Hendriks‏       | 76               |
| 146              | Eline Jansen ‏        | 66               |

| VC Islois-Team Stamina‏ ___ | VC Islois-Team Stamina‏ ___ | VC Islois-Team Stamina‏ ___ |
| -------------------------- | -------------------------- | -------------------------- |
| م                          | عداء                       | مرتبة                      |
| 151                        | Claudie Chamboredon‏        | 89                         |
| 152                        | Sonia Marsollier‏           | 90                         |
| 153                        | Ingrid Peru‏                | 78                         |
| 154                        | Delphine Reinert‏           | 52                         |
| 155                        | Julie Malie‏                | 91                         |
| 156                        | Pauline Josse‏              | 77                         |
| 157                        | Coralie Savina‏             | 73                         |

| ماسي تكتيك تيم للسيدات ‏ MAT | ماسي تكتيك تيم للسيدات ‏ MAT | ماسي تكتيك تيم للسيدات ‏ MAT |
| --------------------------- | --------------------------- | --------------------------- |
| م                           | عداء                        | مرتبة                       |
| 162                         | Aurela Nerlo ‏               | 42                          |
| 163                         | Maaike Coljé ‏               | 19                          |
| 164                         | Nathalie Eklund (cyclist) ‏  | 39                          |
| 166                         | Mireia Trias ‏               | 53                          |
| 167                         | Špela Kern ‏                 | 10                          |

| Torelli (cycling team) ‏ ___ | Torelli (cycling team) ‏ ___ | Torelli (cycling team) ‏ ___ |
| --------------------------- | --------------------------- | --------------------------- |
| م                           | عداء                        | مرتبة                       |
| 171                         | Nicole Coates‏               | 25                          |
| 172                         | Olivia Bentley‏              | 40                          |
| 173                         | Annamarie Lipp‏              | 44                          |
| 174                         | Kim Cadzow ‏                 | 5                           |
| 175                         | Orla Walsh ‏                 | 92                          |
| 176                         | Lee Boon‏                    | 93                          |
| 177                         | Hayley Preen ‏               | 21                          |

| Team Féminin Le Boulou‏ ___ | Team Féminin Le Boulou‏ ___ | Team Féminin Le Boulou‏ ___ |
| -------------------------- | -------------------------- | -------------------------- |
| م                          | عداء                       | مرتبة                      |
| 181                        | Noemie Daumas‏              | 63                         |
| 182                        | Emma Ortiz‏                 | 43                         |
| 183                        | Laura Marti‏                | 60                         |
| 184                        | Inès van der Linden ‏       | 41                         |
| 185                        | Leonie Laubig‏              | 35                         |
| 186                        | Cécile Lejeune ‏            | 15                         |
| 187                        | Raquel Torrell‏             | 65                         |

| Chambéry Cyclisme Compétition‏ ___ | Chambéry Cyclisme Compétition‏ ___ | Chambéry Cyclisme Compétition‏ ___ |
| --------------------------------- | --------------------------------- | --------------------------------- |
| م                                 | عداء                              | مرتبة                             |
| 191                               | Julia Aubry ‏                      | 94                                |
| 192                               | Annabel Fisher ‏                   | 16                                |
| 193                               | Jessie Marrel‏                     | 95                                |
| 194                               | Laura Lavry‏                       | 96                                |
| 195                               | Manon Chelloug‏                    | 67                                |
| 196                               | Marie-Louise Biard‏                | 97                                |
| 197                               | Claire Hochart‏                    | 61                                |

| Sprinter Nice Métropole‏ ___ | Sprinter Nice Métropole‏ ___ | Sprinter Nice Métropole‏ ___ |
| --------------------------- | --------------------------- | --------------------------- |
| م                           | عداء                        | مرتبة                       |
| 201                         | Émilie Fortin ‏              | 46                          |
| 202                         | Marine Guerin‏               | 72                          |
| 203                         | Axelle Guirado‏              | 64                          |
| 204                         | Malorie Beunard‏             | 69                          |
| 205                         | Amélie Ratignier‏            | 51                          |
| 206                         | Constance Valentin‏          | 27                          |
| 207                         | Isaure Medde ‏               | 37                          |

| Macadam’s Cowboys & Girls‏ ___ | Macadam’s Cowboys & Girls‏ ___ | Macadam’s Cowboys & Girls‏ ___ |
| ----------------------------- | ----------------------------- | ----------------------------- |
| م                             | عداء                          | مرتبة                         |
| 211                           | فرناندا يابورا                | 18                            |
| 212                           | Aurore Pauchet ‏               | لم يكمل السباق                |
| 213                           | Maurane Garbellotto‏           | 74                            |
| 214                           | Eloïse Prevoteau‏              | 62                            |
| 215                           | مارييلا ديلجادو               | 75                            |
| 217                           | FRA                           | 26                            |

## التصنيف العام النهائي
| التصنيف العام         | التصنيف العام         | التصنيف العام           | التصنيف العام | التصنيف العام |
| المتسابقة             | المتسابقة             | الفريق                  | الوقت         |               |
| --------------------- | --------------------- | ----------------------- | ------------- | ------------- |
| 1                     | مارتا كافالي          | FDJ–Suez ‏               | 3 س 19 د 01 ث |               |
| 2                     | كلارا كوبينبرج        | Cofidis Women Team ‏     | + 41 ث        |               |
| 3                     | Évita Muzic ‏          | FDJ–Suez ‏               | + 53 ث        |               |
| 4                     | Pauliena Rooijakkers ‏ | كانيون–إس آر إيه إم ‏    | + 1 د 17 ث    |               |
| 5                     | Kim Cadzow ‏           | Torelli (cycling team) ‏ | + 1 د 32 ث    |               |
| 6                     | Elise Chabbey ‏        | كانيون–إس آر إيه إم ‏    | + 1 د 55 ث    |               |
| 7                     | Yuliia Biriukova ‏     | اركيا للسيدات ‏          | + 2 د 16 ث    |               |
| 8                     | برودي شابمان          | FDJ–Suez ‏               | + 2 د 22 ث    |               |
| 9                     | Morgane Coston ‏       | اركيا للسيدات ‏          | + 2 د 33 ث    |               |
| 10                    | Špela Kern ‏           | ماسي تكتيك تيم للسيدات ‏ | + 3 د 21 ث    |               |
|                       |                       |                         |               |               |
| مصدر: ProCyclingStats |                       |                         |               |               |

## وصلات خارجية
- لمحة عن سباق مونت فينتو دينيفيلي تشالنجز للسيدات 2022 على موقع  ProCyclingStats   (برو  سايكلنج  ستاتس) - إحصاءات  محترفي  الدراجات.
- مونت فينتو دينيفيلي تشالنجز للسيدات 2022 على موقع إحصائيات الدراجات الإحترافية (الإنجليزية)